# بورتو فينيري
 بورتو فينيري ، (بالإنجليزية: Porto Venere)‏، (الإيطالية:ˌpɔrto ˈvɛːnere)، هي بلدة ومدينة و(بلدية) تقع على ساحل ليغوريا بإيطاليا، في مقاطعة لا سبيتسيا. وهي تضم ثلاث قرى هي: فيزانو، ولي جرازيا، و بورتو فينيري، والجزر الثلاث: بالماريا وتينو، وتينيتو. في عام 1997، تم تعيين بورتو فينير، وقرى سينك تير، من قبل اليونسكو كموقع للتراث العالمي.

## السكان
في سنة 1861 بلغ عدد السكان 3٬733 نسمة، وتطور العدد ليصل في سنة 2011 لـ 3٬702 نسمة.
يظهر هذا المخطط البياني تطور النمو السكاني لـ بورتو فينيري

## أعلام
- سيمونيتا فسبوتشي